# Brazil Challenger 2007
Il Brazil Challenger 2007, noto come Copa Petrobras Brazil per motivi di sponsorizzazione, è stato un torneo di tennis facente parte della categoria ATP Challenger Series nell'ambito dell'ATP Challenger Series 2007. Il torneo si è giocato a Belo Horizonte in Brasile dal 22 al 28 ottobre 2007 su campi in cemento.

## Vincitori

### Singolare
Nicolas Devilder ha battuto in finale  Marcel Granollers con il punteggio di 6–2, 6(4)–7, 7–6(6)

### Doppio
Marcel Granollers /  Santiago Ventura hanno battuto in finale  Adrián García /  Leonardo Mayer con il punteggio di 6–3, 6–3